# Conférence de Stresa

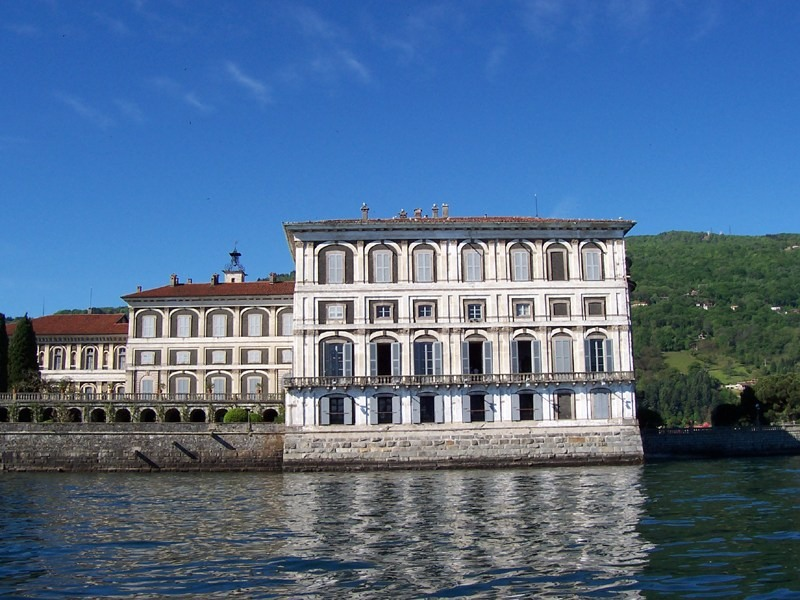
Le palais Borromée sur Isola Bella.

La conférence de Stresa est une conférence franco-anglo-italienne qui s'est tenue du 11 au 14 avril 1935, à Stresa située sur le lac Majeur dans le nord de l'Italie. Elle fait suite au rétablissement du service militaire en Allemagne par Hitler, en violation du traité de Versailles. Elle vise à créer une alliance face à la menace naissante du Troisième Reich. Mais le « front de Stresa » ne résistera pas au traité naval entre le Royaume-Uni et l'Allemagne en juin 1935 et surtout à l'invasion de l'Éthiopie par les Italiens en octobre 1935.

## Historique
Pierre Laval a été nommé ministre des Affaires étrangères à la suite de la mort de Louis Barthou lors de l'attentat contre le roi de Yougoslavie à Marseille le 9 octobre 1934. Il poursuit l'idée de celui-ci d'une sécurité collective afin de contrer la menace allemande naissante. En janvier 1935 il se rend à Rome pour rencontrer Benito Mussolini et nouer une alliance en contre-partie du réglement du contentieux entre les deux pays sur la Tunisie.   
Le 16 mars 1935, Hitler annonce le rétablissement de la conscription en Allemagne et sa volonté de porter les effectifs de la Wehrmacht de 100 000 à 500 000 hommes, en violation du traité de Versailles.
Les trois pays organisent donc cette conférence qui se tient au palais Borromée, sur Isola Bella, une des îles du lac Majeur, rattachées à la commune de Stresa. Elle est présidée par le président du conseil italien Benito Mussolini, également ministre des Affaires étrangères, accompagné de son sous-secrétaire d'État, Fulvio Suvich (it), et de l'ambassadeur directeur de son cabinet, Pompeo Aloisi (it). La délégation britannique comprend le Premier ministre, Ramsay MacDonald, le secrétaire d'État, John Simon et le ministre des Affaires étrangères (secrétaire permanent du Foreign Office), Robert Vansittart. La délégation française est composée du président du Conseil, Pierre-Étienne Flandin, du ministre des Affaires étrangères Pierre Laval, du secrétaire général du Quai d'Orsay Alexis Léger et de Léon Noël, secrétaire général de la présidence du Conseil.  
Lors de cette conférence, un accord est signé dont l'objectif est de réaffirmer les accords de Locarno (1925) et d'assurer l'indépendance de l'Autriche. L'accord vise à empêcher toute future tentative allemande de modifier le traité de Versailles, et à isoler l'Allemagne hitlérienne.
Le texte final de la conférence est frappé d'ambiguïté. En effet, Mussolini souhaite négocier sa participation à la défense du traité de Versailles contre la validation par la France de ses ambitions coloniales en Éthiopie. Les Français n'expriment aucune position claire sur ce sujet, et les Britanniques ne prennent aucun engagement.
La formule du document final manifeste l'absence de consensus : « Les trois puissances dont la politique a pour objet le maintien collectif de la paix dans le cadre de la Société des Nations constatent leur complet accord pour s'opposer par tous les moyens appropriés à toute répudiation unilatérale de traités susceptible de mettre en danger la paix de l’Europe. »
Le Royaume-Uni poursuit des négociations unilatérales avec l'Allemagne. La signature du traité naval germano-britannique entre les deux pays, le 18 juin 1935, affaiblit la cohésion du « front de Stresa » face au Troisième Reich. Il permet en effet à l'Allemagne d'augmenter le tonnage de sa flotte militaire jusqu'à 35% du tonnage de la flotte britannique, en violation du traité de Versailles. Le lancement de l'invasion de l'Éthiopie par l'Italie de Mussolini le 3 octobre 1935 est dénoncée par les démocraties occidentales et par la société des Nations dont l'Italie se retire, se rapprochant de l'Allemagne ce qui met un terme au « front de Stresa ».

## Dans la fiction
- La Paix paresseuse, roman, Julien Donadille (d), Monaco : éd. du Rocher, 2024